# Критчфилд, Чарльз
Чарльз Луис Критчфилд (7 июня 1910 — 12 февраля 1994) — американский физик, специалист по математической физике. Получил образование в Университете Джорджа Вашингтона, где в 1939 году под руководством Эдварда Теллера защитил диссертацию на степень доктора философии. Проводил исследования в области баллистики в Институте перспективных исследований в Принстоне и в Лаборатории изучения баллистики на Абердинском испытательном полигоне, получив при этом три патента на улучшения проектов подкалиберных боеприпасов.
В 1943 году Эдвард Теллер и Роберт Оппенгеймер уговорили Критчфилда стать участником Манхэттенского проекта и работать в Лос-Аламосской национальной лаборатории, где он присоединился к Артиллерийскому отделу, которым руководил капитан Уильям Парсонс и который занимался проектированием ядерных снарядов пушечного типа (таких как «Малыш» и «Худыш»). После того как было обнаружено, что проект «Худыша» неработоспособен, Критчфилда перевели под начало Роберта Бэчера в отделение, занимавшееся разработкой бомб имплозивного типа («Штучки» и «Толстяка»). Критчфилд стал руководителем группы, ответственной за проектирование и испытание «Ёжика» — нейтронного инициатора, дававшего всплеск нейтронного потока при детонации бомбы.
После войны Критчфилд стал профессором в Миннесотском университете, а затем заместителем президента по исследованиям подразделения Convair компании General Dynamics, где он занимался разработкой семейства ракет «Атлас». В 1961 году Джордан Марк и Норрис Брэдбери предложили ему должность в Лос-Аламосской лаборатории, на которой он пробыл до выхода на пенсию в 1977 году.